# ベンゾシクロオクタテトラエン
ベンゾシクロオクタテトラエン(Benzocyclooctatetraene)は、化学式C12H10の多環炭化水素である。融合したベンゼン環とシクロオクタテトラエン環から構成される。この化合物の中で、ベンゼン環部分だけが芳香族性を持つ。

## 生成法
- ベンゾトリシクロオクタジエンの開環
- ベンゾトリシクロ[2.2.2]オクタトリエンへの紫外線照射
- 1,2-デヒドロシクロオクタテトラエン法[1]